# Dhimbana castanea
Dhimbana castanea är en insektsart som beskrevs av Sigfrid Ingrisch 1993. Dhimbana castanea ingår i släktet Dhimbana och familjen gräshoppor. Inga underarter finns listade i Catalogue of Life.